# Planitz
Planitz est une ancienne ville de Saxe (Allemagne), rattachée depuis le 1er janvier 1944 à la municipalité de Zwickau. Elle comprend les secteurs de Niederplanitz et d'Oberplanitz.

## Histoire
La région était une zone de peuplement slave au XIIe siècle, siècle pendant lequel le peuplement de paysans allemands a transformé la démographie. Un château fort est construit vers 1150. Planitz acquiert la dimension d'un bourg important au XVe siècle, lorsque des mines de charbon (Planitzer Erdbrand) y sont exploitées, et cela jusqu'en 1860. Le botaniste Ernst August Geitner y fonde en 1837 un jardin botanique et des serres pour la culture de plantes exotiques. Planitz obtient le statut de ville le 8 mai 1924. Planitz était reliée à Zwickau par un petit train régional de 1907 à 1969.

## Architecture
- Château de Planitz, dans lequel est implanté le lycée et collège Clara-Wieck-Gymnasium.
- Église luthérienne Saint-Luc, construite par Gotthilf Ludwig Möckel en 1873-1876 en style néogothique
- Château d'eau d'Oberplanitz